# Hrdlořezy (železniční zastávka)
Hrdlořezy (dříve německy Böhmisch Schachen) jsou železniční zastávka ve vesnici Hrdlořezy spadající pod Suchdol nad Lužnicí v okrese Jindřichův Hradec. Leží na neelektrifikované trati z Českých Velenic do Veselí nad Lužnicí. Zastávku pravidelně obsluhují pouze osobní vlaky Českých drah. Rychlíky zastávkou pouze projíždějí.

## Historie
Zastávka byla součástí někdejší Dráhy císaře Františka Josefa. Zároveň sloužila zastávka jako závorářské stanoviště č. 13 i jako výdejna jízdenek.